# Arthur Jackson
Pour les articles homonymes, voir Jackson.
Arthur Jackson, né le 15 mai 1918 à New York et mort le 6 janvier 2015 à Concord (New Hampshire), est un tireur sportif américain.

## Palmarès

### Jeux olympiques
- 1952 à Helsinki
  -  Médaille de bronze en pistolet 50m en position couchée [1]